# Nil Karaibrahimgil
Nil Karaibrahimgil Erener est une chanteuse turque, née le 17 octobre 1976 à Ankara (Turquie). Sa passion pour la musique lui vient de son père, Suavi Karaibrahimgil, qui est également musicien, bien qu'il ne soit pas connu.

## Biographie
Nil Karaibrahimgil Erener (aussi connue en tant que Nil) est diplômée de Boğaziçi Üniversitesi (Université du Bosphore, à Istanbul) en 2000.

## Discographie
- Nil Dünyası (2002)

Tous les textes ainsi que les mélodies sont de Nil.
1. İntro
2. Erkekler Yüzünden (À cause des garçons)
3. Evlenmek Gerek (Il faut se marier)
4. XL (Extra large)
5. Kek (Cake)
6. Pelin (Pelin -c'est un prénom féminin)
7. Ama (Mais)
8. Uzaylı (Extra-terrestre)
9. Babama N'olmuş (Qu'est-il arrivé à mon père?)
10. Kış Şarkısı (Chanson d'hiver)
11. Rüzgar (Vent)
12. Resmen Aşığım (Je suis officiellement amoureuse)
13. Madonna Olacakmış

- Nil FM (2004)

Toutes les chansons sont écrites par Nil (musique et texte, sauf la musique de Ben Aptal mıyım? qui est de Ozan Çolakoğlu)
1. Nil FM jingle
2. Sinema (Cinéma)
3. Bütün Kızlar Toplandık (Nous avons rassemblé toutes les filles)
4. Gitme Yoksa... (Ne pars pas sinon...)
5. Akbaba (Vautour)
6. Havuz Problemi (problème de piscine)
7. Bronzlaşmak (Bronzer)
8. Ben Aptal mıyım? (Suis-je bête?)
9. Vahdettin
10. Meyva Tabağı (L'homme est plus fort)
11. Bencil (Egoïste)
12. Çocuk da Yaparım Kariyer de (Je vais faire des enfants et une -bonne- carrière)
13. Reklamlar (Publicités)

- Tek Taşımı Kendim Aldım (2006)

Toutes les paroles et les musiques sont d'elle.
1. Pırlanta (diamant)
2. Kamikaze (Kamikaze)
3. Siz (Vous)
4. Bu mudur? (est-ce cela?)
5. Sarhoş (ivre)
6. Neyin Var Bugün? (Qu'est-ce que t'as aujourd'hui?)
7. Peri (featuring Ayben) (fée)
8. Bambaşka (Tout autre)
9. Parçalı Bulutlu (Partiellement nuageux)
10. Organize İşler Bunlar
11. Bu mudur - Akustik
12. Pırlanta - Ozinga Remix

- Nil Kıyısında (2009)

Toutes les musiques et paroles sont écrites par Nil mais la musique de Seviyorum sevmiyorum, ainsi que celle de Kırık est coécrite avec Alper Erinç.
1. Seviyorum Sevmiyorum (J'aime, je n'aime pas)
2. Çok Canım Acıyo "( J'ai très mal )"
3. Yalnızlardanım
4. Ne Garip Adam (Quel homme étrange!)
5. İlla
6. Eminim Sevmediğine
7. Duma Duma Dum
8. Kırık "(cassé)"
9. Aşkımız Her Zamanki Gibi Tehlikede "(comme d'habitude notre amour est en danger)"
10. Yalnız Kalpler De Atarlar "(Seuls, les cœurs battent quand même)"

- Ben Buraya Çıplak Geldim(2012)

## Vidéo-clips
- XL (Extra Large)
- Kek (Le Cake)
- Resmen Aşığım (Je suis officiellement amoureuse)
- Gitme yoksa... (Ne t'en va pas sinon...)
- Akbaba (Le Vautour)
- Bronzlaşmak
- Bütün Kızlar Toplandık (Nous avons rassemblé toutes les filles)
- Ben aptal mıyım? (Suis-je bête?)
- Organize işler bunlar
- Pırlanta
- Peri (feat Ayben) (La Fée)
- Bu mudur? (C'est ça?)
- Yaş 18 (18 ans)
- Ruhum desen desen (Chanson d'une pub de collants que Nil a faite)
- Seviyorum sevmiyorum